# Taddeo Ma Daqin
Ma Daqin (馬達欽T, 马达钦S, Mǎ DáqīnP; Shanghai, 1968) è un vescovo cattolico cinese, nominato vescovo ausiliare di Shanghai, diocesi retta da Giuseppe Shen Bin.
Dal 2012 vive agli arresti domiciliari. Prigioniero di coscienza, è considerato dal regime cinese un dissidente.

## Biografia
Dopo gli studi nel seminario di She Shan (diocesi di Shanghai), viene istituito accolito della basilica di She Shan. Viene ordinato sacerdote nel 1994 per la diocesi di Shanghai. Successivamente è nominato parroco di Notre-Dame di Lourdes nel decanato di Pudong e, a partire dal 16 dicembre 2011, vicario generale della diocesi da parte vescovo ufficiale Luigi Jin Luxian.

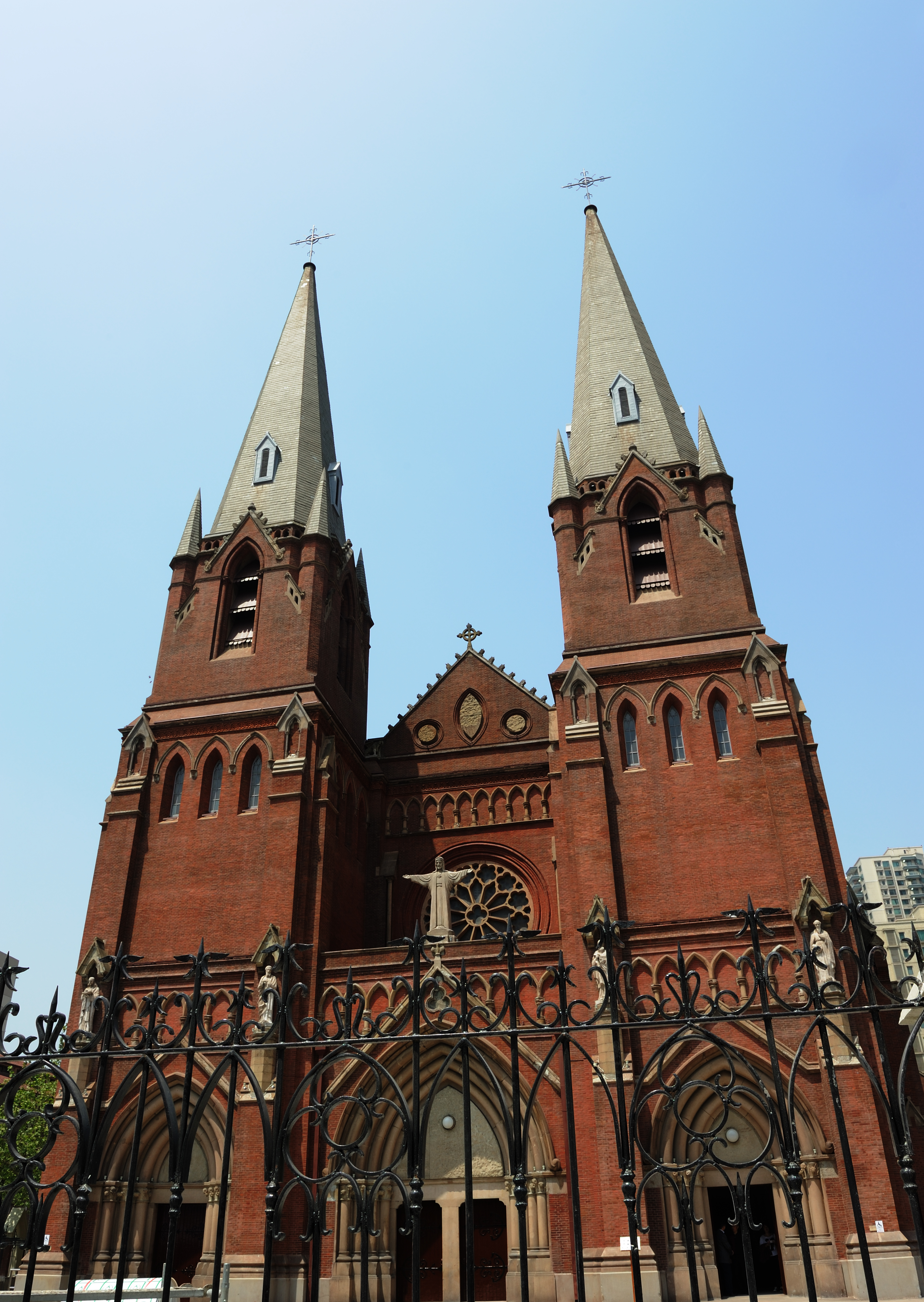
Cattedrale di Sant'Ignazio a Xujiahui.

Il 30 maggio 2012 è nominato vescovo coadiutore di Shanghai da parte dell'Associazione cattolica patriottica. La Santa Sede non conferma il titolo, in quanto nella diocesi di Shanghai è già presente un coadiutore nella persona di monsignor Jin Luxian. Papa Benedetto XVI nomina quindi Ma Daqin vescovo ausiliare. Viene consacrato vescovo il 7 luglio successivo nella cattedrale di Sant'Ignazio di Shanghai alla presenza di 85 sacerdoti e di sei vescovi (dei quali uno non è in comunione con Roma).
Durante la celebrazione, Ma Daqin dichiara: «Alla luce di ciò che ci ha insegnato Nostra Santa Madre Chiesa, che ora servo come vescovo, dovrò dedicare tutte le mie energie al ministero episcopale e all'annuncio del Vangelo. Allo stesso tempo, è imbarazzante per me continuare ad assumermi certe responsabilità. Ecco perché, dal momento della mia ordinazione, non desidero più essere un membro dell'Associazione patriottica». I fedeli in chiesa rispondono con un lungo applauso, ma dopo la fine della Messa la polizia entra nella chiesa, preleva Ma Daqin e lo mette agli arresti domiciliari nel seminario di She Shan. Gli viene impedito di indossare i paramenti sacri e concelebrare la Messa con altri sacerdoti.
L'11 dicembre 2012 l'Associazione patriottica lo destituisce dalla carica episcopale.
Nel giugno 2016, però, compare sul blog personale del vescovo una sua dichiarazione che sembra ritrattare le sue critiche all'Associazione patriottica.

## Genealogia episcopale
La genealogia episcopale è:
- Cardinale Scipione Rebiba
- Cardinale Giulio Antonio Santori
- Cardinale Girolamo Bernerio, O.P.
- Arcivescovo Galeazzo Sanvitale
- Cardinale Ludovico Ludovisi
- Cardinale Luigi Caetani
- Cardinale Ulderico Carpegna
- Cardinale Paluzzo Paluzzi Altieri degli Albertoni
- Papa Benedetto XIII
- Papa Benedetto XIV
- Papa Clemente XIII
- Cardinale Marcantonio Colonna
- Cardinale Giacinto Sigismondo Gerdil, B.
- Cardinale Giulio Maria della Somaglia
- Cardinale Carlo Odescalchi, S.I.
- Cardinale Costantino Patrizi Naro
- Cardinale Serafino Vannutelli
- Cardinale Domenico Serafini, Cong. Subl. O.S.B.
- Cardinale Pietro Fumasoni Biondi
- Cardinale Antonio Riberi
- Arcivescovo Ignatius P'i-Shu-Shih
- Vescovo Joseph Zhong Huai-de
- Vescovo Aloysius Jin Lu-xian, S.I.
- Vescovo Taddeo Ma Daqin